# 元王 (馬韓)
韓勳（？—？），是三韓之馬韓的君主，第8代王。在位於前58年至前33年，諡號元王（韓語：원왕），名韓勳（韓語：한훈）。